# Bar Barracuda
 (août 2025).
Barracuda Lounge, ou simplement Barracuda, est un bar gay situé dans le quartier de Chelsea à Manhattan, à New York. Ouvert en 1995, le bar est connu pour ses spectacles de drags nocturnes.  
C'est un établissement jumeau d'Industry, une discothèque, et d'Elmo, un restaurant. Barracuda abrite "Star Search", le bar show le plus ancien de New York, qui débute au début des années 1990 et a peut-être servi d'inspiration pour RuPaul's Drag Race. Dans les années 1990 et 2000, Barracuda est un lieu de rencontre populaire pour les célébrités et est fréquemment le site d'événements promotionnels pour de la nouvelle musique et des pièces de théâtre de Broadway. 
Les critiques louent généralement le Barracuda pour son atmosphère intime, détendue et axée sur le divertissement, inhabituelle au moment de sa création, et certains attribuent à cela le mérite d'avoir révolutionné le concept des bars gays.

## Histoire

### Drag
Barracuda ouvre ses portes à Chelsea en octobre 1995,,. Son propriétaire, Bob Pontarelli, fonde le bar avec son associé, Stephen Heighton, décédé en 2011,. Les deux hommes sont fans de drag et souhaitent mettre en valeur cette forme d'art dans le nouvel établissement,,. Dans une interview avec The Advocate, plusieurs des premiers artistes du Barracuda déclarent qu'il s'agit du "premier bar basé sur la performance et le drag à Chelsea" et l'un des premiers lieux à New York à proposer des one-woman shows aux drag queens. C'est également l'un des premiers à proposer un spectacle de drag tous les soirs,.

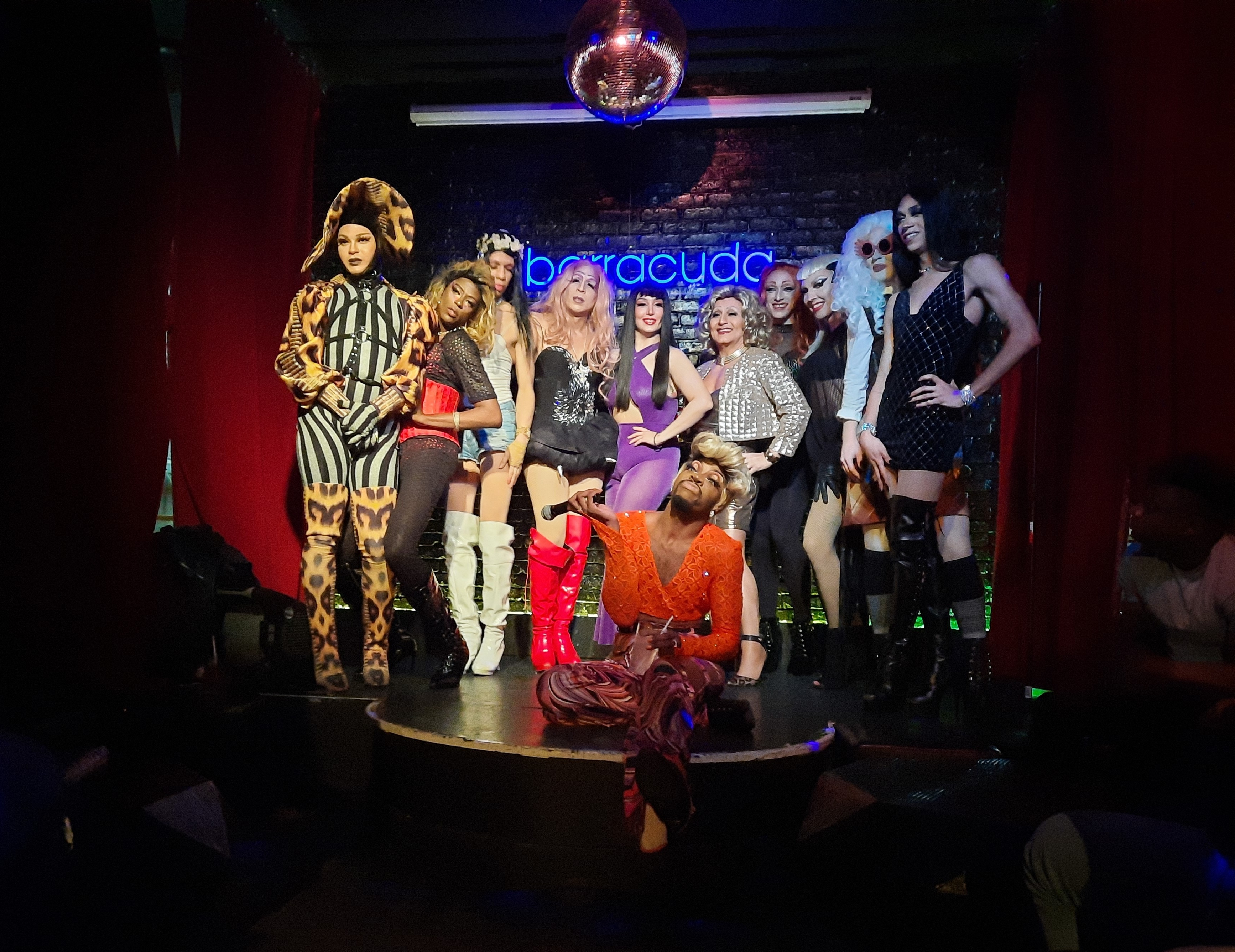
Hôte (assis) et participants de "Star Search" en mars 2022

Pontarelli et Heighton sont auparavant copropriétaires de Crobar, une salle située dans l'East Village de Manhattan, où un spectacle de drag hebdomadaire appelé "Star Search" débute en 1991,,. Ils déplacent ensuite le spectacle à Barracuda, où il se déroule toujours. Nashom Wooden, qui participe au drag sous le nom de Mona Foot, anime Star Search dans les années 1990, et Mimi Imfurst l'anime en 2011,,. Sherry Vine, Candis Cayne et Hedda Lettuce commencent leur carrière de drag dans la série qui, selon le New York Times, « a précédé RuPaul's Drag Race de plus de 15 ans et a probablement été l'une de ses inspirations»,,. Il s'agit du spectacle de drags le plus ancien de New York,. Wooden (sous le nom de Mona Foot) accueille également la première édition annuelle des Glam Awards au Barracuda en 1997. L'événement, une cérémonie à la manière des Oscars pour la communauté queer de la vie nocturne de New York, se déroule désormais généralement dans des salles plus grandes,.
Jackie Beat, Peppermint et Miz Cracker commencent le drag chez Barracuda,,. Vine, qui travaille au bar pendant 20 ans, y a son propre spectacle jusqu'au début des années 2010, lorsqu'elle transfère ses performances à Industry, la discothèque de Pontarelli à Hell's Kitchen,. Cayne travaille chez Barracuda pendant 10 ans. Avant de remporter la saison 8 de RuPaul's Drag Race, Bob the Drag Queen est également un incontournable du bar. Dans les années 2010, Tina Burner, qui est apparue dans la treizième saison de Drag Race, anime "Star Search" le jeudi soir,. Depuis juin 2023, l'hôte du concours est Kizha Carr.

### Lieu de rencontre des célébrités

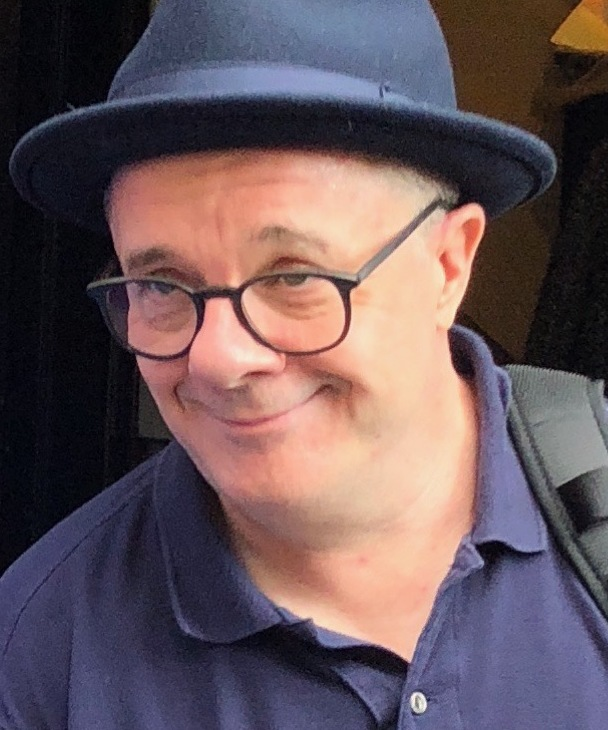
Nathan Lane.

Au début des années 2000, Barracuda est un lieu populaire pour les noms et promoteurs de premier plan de l’industrie du divertissement. Un article du New York Times de 2001 dit : « Ce bar gay de quartier continue d'attirer des célébrités, qui apparaissent souvent libres, ainsi que des directeurs de musique, des promoteurs de spectacles de Broadway et des créateurs de parfums à la recherche du Saint Graal insaisissable du cool. ». Pontarelli et Heighton embauchent des talents de premier plan pour se produire sur leur scène. Parmi les invités figurent Eartha Kitt, Mackenzie Phillips, Rue McClanahan, Charo, Jennifer Coolidge, Johnny Knoxville, Tonya Harding et de nombreuses stars de Broadway,,,. Peter Galvin d'Atlantic Records déclare que les dirigeants de l'industrie musicale considérent Barracuda comme un lieu stratégique pour promouvoir de nouvelles musiques, et que sa société "a organisé plus de 25 événements au club, comme une apparition de Duncan Sheik ». De même, les promoteurs de Broadway profitent de l'atmosphère et de la réputation de Barracuda en tant que « lieu cool et branché » pour générer de la publicité pour les pièces de théâtre ; ils font fréquemment en sorte que les acteurs de leurs émissions apparaissent au bar.
Un épisode de Sex and the City de 1999 contient une scène filmée au bar,.
L'acteur Nathan Lane avait l'habitude de rendre visite à Barracuda chaque semaine. Graham Norton, qui était en couple avec Tina Burner, déclare que c'était là que les deux se sont rencontrés. Alors qu'elle assiste au spectacle de Vine un soir, Betty Buckley livre une interprétation impromptue a cappella de la chanson " Memory " de la comédie musicale Cats, qui en est alors à sa première diffusion à Broadway,. De plus, « il y a eu une apparition légendaire dans le salon de la reine australienne du yodeling, Mary Schneider, qui a présidé le club jusqu'à 4 heures du matin après avoir chanté une version puissante de « L'ouverture de Guillaume Tell ». L'ancienne évangéliste de la télévision Tammy Faye Bakker Messner est venue nous appeler ... pour promouvoir un documentaire sur sa vie. ». 
Pontarelli embrasse la spontanéité que de tels événements injectent dans l'atmosphère du Barracuda, et il essaye de cultiver davantage « l'ambiance de l'inattendu » en changeant le décor et les thèmes visuels du bar jusqu'à deux fois par an.

### Pandémie de covid-19

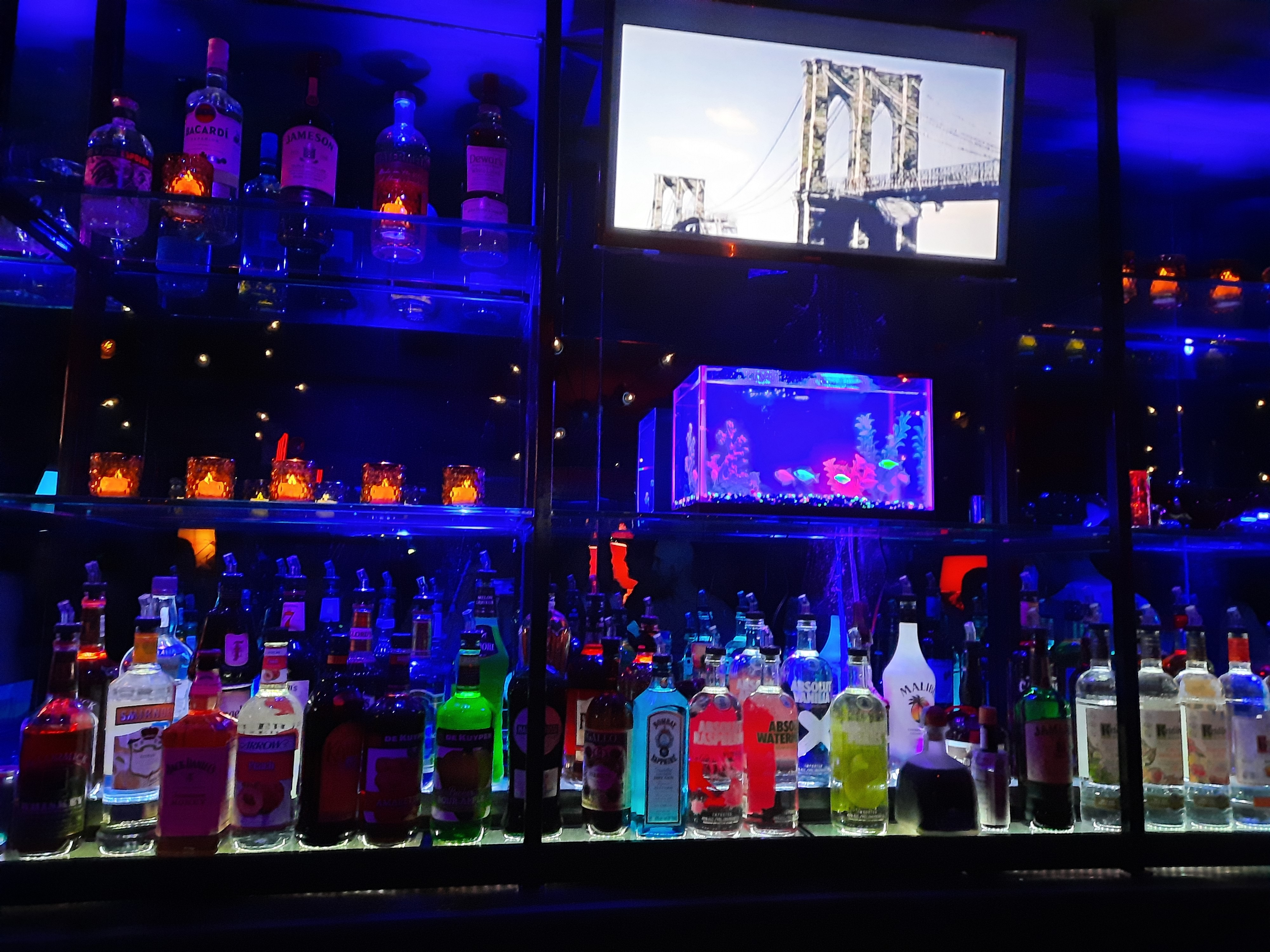
Derrière le bar, 2021

Comme d’autres lieux de vie nocturne de la ville de New York, le Barracuda reçoit l’ordre de fermer temporairement ses portes début 2020 en raison de la pandémie de COVID-19. Lorsqu'on lui demande en juillet de la même année si l'un de ses établissements resterait définitivement fermé, Pontarelli répond : « Cela dépend vraiment du loyer pour tout le monde et de la relation que vous entretenez avec le propriétaire… Barracuda ouvrira dès que possible.». En mai 2021, Michael Musto rapporte que le Barracuda, toujours fermé, connait une rénovation majeure avant sa réouverture prévue. Le projet comprend l'installation d'un nouveau bar, d'une scène, d'un mobilier de salon et d'un système CVC. À propos de ces changements, Pontarelli déclare : « Ne vous y trompez pas ; ce sera toujours le Barracuda, pas un bar chic, mais il était temps. Il rouvrira quand vous pourrez être l'un contre l'autre sans masque.».
Le 9 juin 2021, la direction de Barracuda annonce via les réseaux sociaux qu'elle rouvre dans deux jours, le 11 juin,. Le bar célèbre son 25ᵉ anniversaire le 26 septembre. En plus des performances de drag, l'événement contient un segment commémoratif pour Mona Foot, décédée d'un cas suspect de COVID-19 en mars 2020, et pour une autre drag queen, Sweetie, décédée d'un cancer en 2017,,.

## Réception
Barracuda est nommé meilleur bar par le magazine new-yorkais, HX et New York Press,. Il est classé deuxième sur la liste 2022 de Time Out des « 24 meilleurs bars gay de New York ». Jeffrey James Keyes de Metrosource inclut Barracuda dans sa compilation 2018 des 50 meilleurs bars gay de New York. En 2023, Kyler Alvord de Thrillist sélectionne Barracuda pour sa liste des « meilleurs bars et hotspots pour une soirée queer à New York », écrivant : « Le bar bunker sans fenêtre ferme le monde qui l'entoure pour immerger complètement les visiteurs dans tout ce qu'il a à offrir - et il en offre pas mal, notamment pour le drag ».
Time Out qualifie l'établissement de « salon gay classique et sans attitude à Chelsea [qui] a survécu à beaucoup d'autres grâce à sa combinaison de canapés confortables, de superbes spectacles de drag, de happy hours généreux et de barmans sympathiques». Une critique de Travel Gay décrit le bar comme « très apprécié », ajoutant : « L'endroit est petit, mais cela fait partie de son charme ». Faisant référence à la popularité de Barracuda, Michael Cook d'Instinct déclare : « Si vous ouvrez des colonnes new-yorkaises incontournables comme Page Six ou la rubrique Daily Intelligencer du magazine New York, vous lirez fréquemment un article insensé sur ce qui s'est passé la nuit précédente à Barracuda. ". ShermansTravel classe le Barracuda parmi « les meilleurs bars gays et queer de Manhattan », le qualifiant de « pilier de Chelsea » et le notant pour ses généreux happy hour et ses spectacles de drag « de premier ordre ».
Une annonce d'EDGE Media Network pour le 20e anniversaire de l'établissement en 2015 le qualifie de « d'un bar de « premières » », remarquant :

« Avant Barracuda, les bars gays étaient, pour la plupart, des lieux un peu sérieux destinés à la drague et à la boisson. Le bar a brisé ce moule en introduisant des sièges et des fauteuils d'avant-garde, des divertissements nocturnes novateurs et spectaculaires et une ironie omniprésente dans sa marque.... Avec sa sensibilité et son humour, le Barracuda s'est avéré unique dans ce quartier en plein essor et a contribué à faire de Chelsea un Quartier gay internationalement reconnu. Barracuda reste aujourd'hui une destination emblématique de la ville et est devenu le bar le plus honoré de New York. »

Miz Cracker déclare dans une interview en 2019 que Barracuda est le premier bar gay dans lequel elle est entrée et qu'il reste son préféré. Elle ajoute : « Ces dernières années, le Barracuda a été éclipsé par des lieux branchés plus fastueux à Hell's Kitchen, y compris des entreprises gérées par le même propriétaire, comme Industry Bar. Mais il reste le seul bar gay où je peux m'amuser et véritablement me détendre pour rire dans le noir avec des gens de toutes sortes.».
En décembre 2021, Eater Portland rapporte que l'intérieur du Sissy Bar, un lieu dont l'ouverture est prévue en 2022 à Portland, Oregon, sera conçu en hommage au Barracuda, qu'il décrit comme « un drag bar classique de New York avec un éclairage de salon faible et un long bar».

## Voir également
- Impact de la pandémie de COVID-19 sur la communauté LGBT